# Женщины в Намибии
Правительство Намибии предприняло шаги для предоставления женщинам равных прав в такой степени, которая не имеет аналогов в странах Африки к югу от Сахары. Несмотря на эти усилия, домашнее насилие и доступ к медицинскому обслуживанию и образованию остаются проблемами, с которыми сталкиваются женщины в Намибии.

## Юридические права и представительство в парламенте

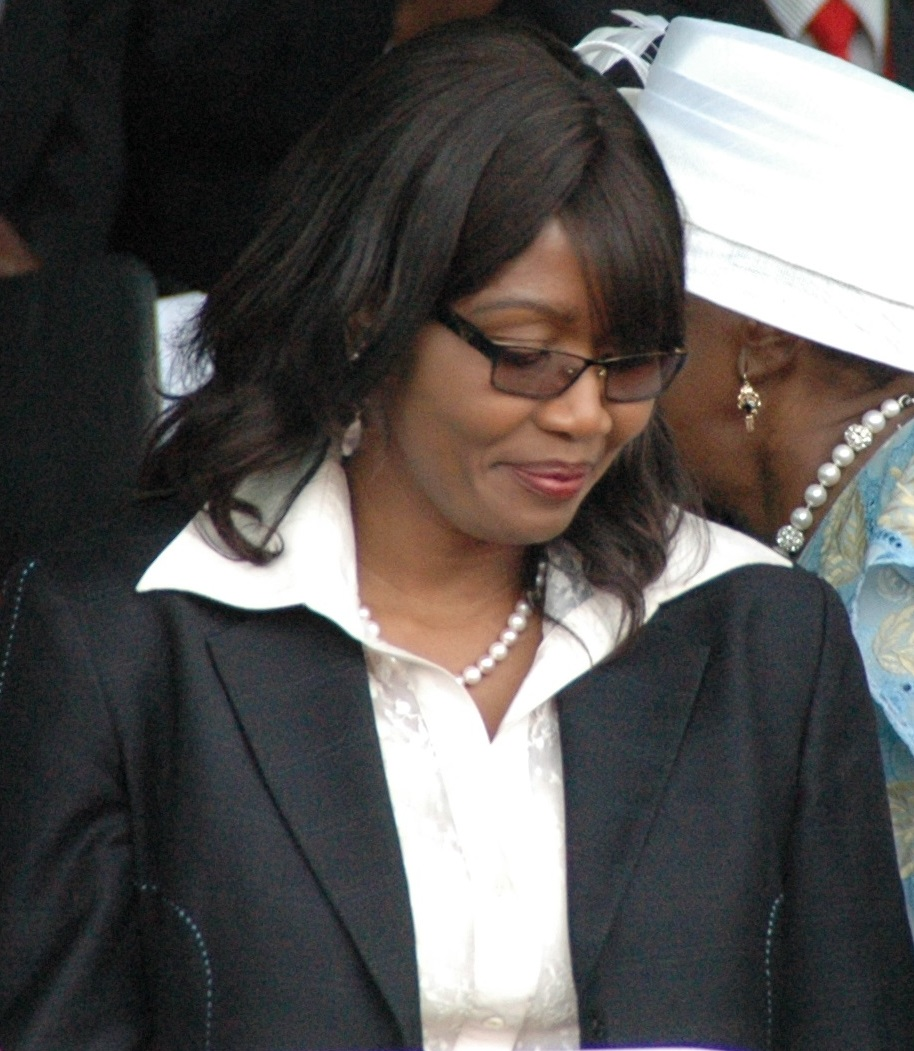
Саара Куугонгельва, нынешняя и первая женщина-премьер-министр Намибии

Конституция страны 1990 года гарантирует женщинам равную защиту в соответствии с законом и запрещает дискриминацию по признаку пола.
Намибия запретила изнасилование в браке в 2000 году.
В течение 2010-х годов в Намибии усилилось стремление к представительству женщин в парламенте. В 2014 году Организация народов Юго-Западной Африки ввела политику, обязывающую заполнить половину своих мест в парламенте женщинами, в дополнение к системе «зебры», согласно которой премьер-министр — мужчина будет иметь заместителя министра — женщину и наоборот.